# Giấy thông hành an toàn

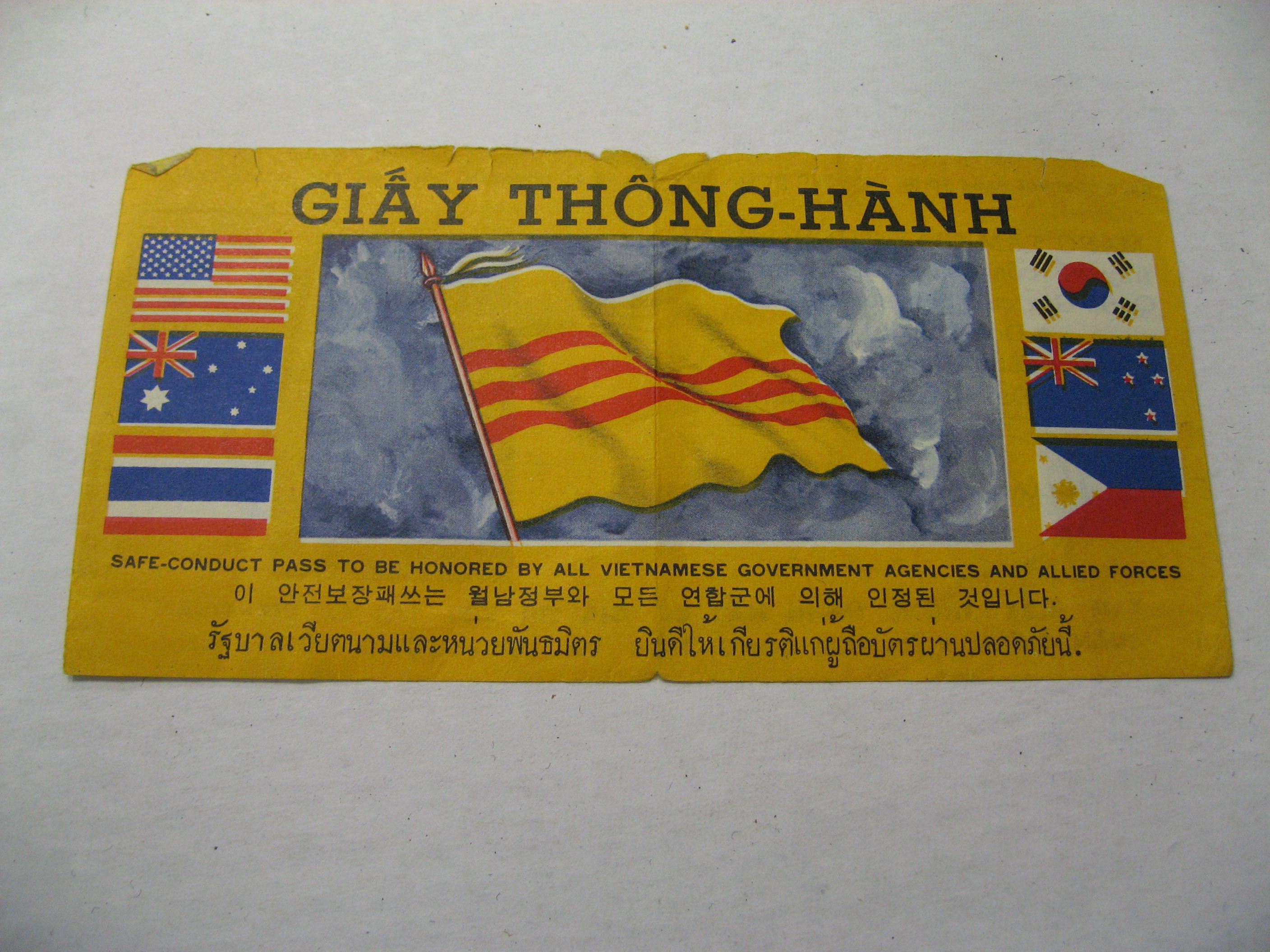
Giấy thông hành an toàn, được in ra bởi Hoa Kỳ thả xuống bằng máy bay để dụ binh lính Quân đội Nhân dân Việt Nam và Quân Giải phóng miền Nam "chiêu hồi".

Giấy thông hành an toàn là một giấy tờ trong tình trạng xung đột, hay chiến tranh, được một nước hay một phe phái cấp cho, hay đã hứa, để cho một người có thể đi qua hay đi vào rồi ra lại, mà không bị làm phiền toái, không phải bị lo sợ, bị bắt giữ, bị đả thương hay bị giết chết. Giấy thông hành an toàn chỉ được ban cấp trong những trường hợp đặc biệt, để cho kẻ thù có thể rút quân, đầu hàng hay để tạo cho cơ hội đàm phán.
Đầu thời Trung cổ, trong thời gian phe Hồi giáo kiểm soát đất hứa, những người hành hương Ki tô giáo có thể xin giấy thông hành an toàn từ nhà cầm quyền Hồi giáo để mà có thể tới Jerusalem.

Một thí dụ giấy thông hành an toàn khác vào thế kỷ 20 là việc Lenin đã được cho phép trở về Nga xuyên qua Đức vào năm 1917 khi Đức đang có chiến tranh với Nga, từ nơi tỵ nạn ở Thụy Sĩ. Chính quyền Đức đã chấp thuận việc này với hy vọng là ông ta sẽ làm cho nước Nga mất yên ổn.

Một ví dụ khác là chương trình chiêu hồi trong chiến tranh Việt Nam khi lực lượng Hoa Kỳ cho in và thả giấy thông hành an toàn để chiêu dụ binh lính Quân đội Nhân dân Việt Nam và Quân Giải phóng miền Nam.